# Medoro Savini
Medoro Savini (Piacenza, 30 novembre 1835 – Roma, 21 febbraio 1888) è stato un giornalista, politico e pubblicista italiano.

## Biografia
Medoro Savini nasce il 30 novembre 1835 a Piacenza. Nel 1852, all'età di sedici anni, venne arrestato per le sue idee liberali espresse durante il funerale di un suo insegnante e condannato a lavori forzati che avrebbe dovuto compiere fino al 1864, quando la pena gli venne commutata nell'incorporazione per otto anni al plotone disciplinare dei reggimenti misti del ducato parmense. Fuggito riparò nel Piemonte del Regno di Sardegna, precisamente a Torino, dove studiò legge e si dedicò al giornalismo, fondando il periodico l'Avanguardia, che venne chiamato poi Libertà. Nel 1856, all'età di venti anni, confinato a Oneglia, raggiunse Giuseppe Mazzini a Londra, che lo incaricò, nel 1858, di una missione da compiere in Svizzera e in Piemonte. Giunto nuovamente in Italia per l'incarico affidatogli da Mazzini, venne arrestato dal governo piemontese a Torino il 1º gennaio 1859 e costretto ad abbandonare la penisola. Obbligato dal governo, si imbarcò a Genova e si recò negli Stati Uniti dove combatté a fianco dei nordisti nella guerra di Secessione.
Tornato in Italia nel 1862, stanziò a Parigi dal 1864 al 1865 e a Londra nel 1866, per poi ritornare nella penisola vista la dichiarazione di guerra contro l'impero austro-ungarico e insieme a Giuseppe Garibaldi nelle campagne del 1866 e del 1867 in Trentino. Durante la sua carriera militare partecipò alla campagna dell'Agro Romano come capitano di stato maggiore. Finita la guerra divenne deputato della sinistra storica dal 1876, occupandosi specialmente di politica estera, e stanziò a Firenze tornando al giornalismo e iniziando la sua carriera di scrittore di romanzi. A Firenze il 2 aprile 1877 fu affiliato Maestro Massone, nella loggia Concordia, proveniente dalla Massoneria di Torino.
Morì a Roma il 21 febbraio 1888.